# Повільне парування
Повільне парування (англ. Slow steaming) — це практика експлуатації трансокеанських вантажних суден, особливо контейнеровозів, на швидкості, значно нижчій за їх максимальну. У 2010 році аналітик з Національного інституту портів і водних шляхів заявив, що майже всі світові судноплавні лінії використовують повільне парування, щоб заощадити гроші на паливі.  

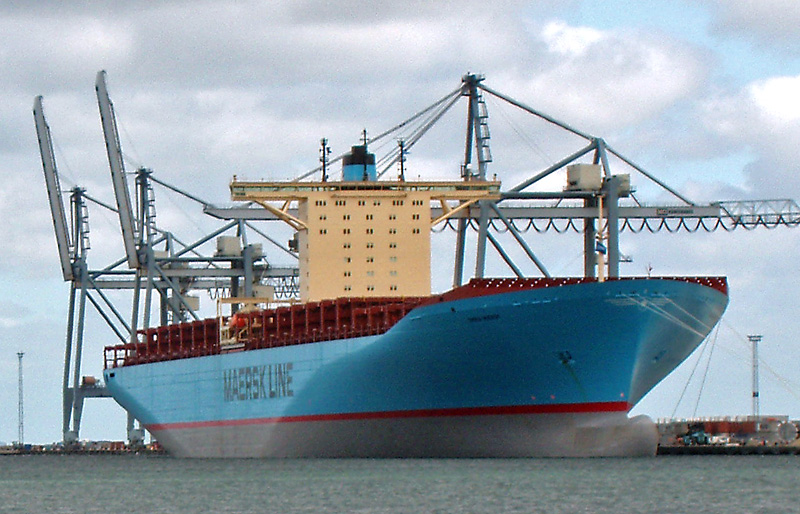
Контейнеровоз Emma Mærsk в Орхусі, 5 вересня 2006 року

## Обґрунтування та історія
Повільне випаровування було прийнято в 2007 році в умовах швидкого зростання вартості мазуту, яка становила 700 доларів США за тонну в період з липня 2007 року по липень 2008 року  За даними компанії Maersk Line, яка запровадила цю практику в 2009–2010 роках, повільне парування здійснюється зі швидкістю 18 вузлів (33 км/год; 21 миль/год). Швидкості від 14 до 16 вузлів (26 to 30 км/год - 16 to 18 миль/год) використовувалися на транспортних маршрутах Азія-Європа в 2010 році  Швидкість до 18 вузлів називають надповільним  паруванням. Виробник морських двигунів Wärtsilä підрахував, що споживання палива можна зменшити на 59%, зменшивши швидкість вантажного судна з 27 вузлів до 18 вузлів за рахунок додаткового тижневого часу плавання на маршрутах Азія-Європа. Це додає від 4 до 7 днів до транстихоокеанських подорожей.
Контейнеровози класу — Е Mærsk Line, такі як Emma Mærsk, можуть заощадити 4 метричні кілотонни палива під час рейсу Європа-Сінгапур завдяки повільному паруванню. За типових цін на паливо в 600-700 доларів США за тонну  це означає економію 2,4-2,8 мільйонів доларів США на типовому рейсі в один бік. Контейнеровози класу Triple Е були розроблені для повільного плавання та мають менш потужні двигуни, ніж їхні попередники. 

## Дивись також
- Мультимодальний транспорт